# Sigaloseps pisinnus
Sigaloseps pisinnus — вид сцинкоподібних ящірок родини сцинкових (Scincidae). Ендемік Нової Каледонії. Описаний у 2014 році.

## Поширення і екологія
Sigaloseps pisinnus відомі з кількох місцевостей, розташованих на сході Південної провінції Нової Каледонії. Вони живуть у вологих рівнинних і гірських тропічних лісах та в чагарникових заростях макі, трапляються у відкритих заростях макі серед скель. Зустрічаються на висоті від 500 до 1300 м над рівнем моря.

## Збереження
МСОП класифікує цей вид як такий, що перебуває під загрозою зникнення. Sigaloseps pisinnus загрожує знищення природного середовища та хижацтво з боку інтродукованих щурів і мурах Wasmannia auropunctata.